# Criocerinae
Sous-famille
Les Criocerinae sont une sous-famille d'insectes coléoptères de la famille des Chrysomélidés.

## Liste destribusetgenres
Selon ITIS (4 août 2013) :
- tribu des Criocerini
  - genre Crioceris
  - genre Lilioceris
- tribu des Lemini (ou Lemiini)
  - genre Lema
  - genre Neolema
  - genre Oulema

## Liste des genres en Europe
Selon Fauna Europaea (8 mars 2023) :
- Crioceris Müller, 1764
- Lema Fabricius, 1798
- Lilioceris Reitter, 1912
- Oulema Gozis, 1886